# Leonie Meijer
Leonie Meijer (Rotterdam, 4 settembre 1985) è una cantante olandese.
Leonie ha frequentato un liceo musicale a Lelystad e, dopo i diciott'anni, s'è trasferita ad Amsterdam per gli studi, dove nel tempo libero si esibiva come cantante e chitarrista con la sua band, i Material Spirit. Nel 2010 partecipa ai talent show Grote Prijs van Nederland e The Voice of Holland; ha avuto successo grazie a quest'ultimo, in cui è arrivata quarta.
Tra le canzoni con cui si è esibita nello show, spicca Just Hold Me di Maria Mena: la sua cover ha infatti raggiunto la posizione numero 27 nella classifica olandese. Esce poco dopo il suo singolo vero e proprio, intitolato Lost in Yesterday, che raggiunge il terzo posto. Seguono un duetto con Jeroen van der Boom chiamato Los van de grond (numero 2), Schaduw (numero 9) e Hey! (numero 20). Ad ottobre 2011 esce l'album di debutto di Leonie, intitolato Los, che raggiunge la posizione numero 13 nella classifica olandese.

## Discografia
- 2011 - Los
- 2013 - Luister maar
- 2015 - The Naked Sessions
- 2017 - NJ 123